# Disney+
 (транскр.  Дизни плус) америчка је претплатничка услуга видеа на захтев чији је власник The Walt Disney Company. Првенствено дистрибуира филмове и телевизијске серије продуцентских кућа The Walt Disney Studios и Disney Television Studios, са наменским чвориштима садржаја за брендове као што су Disney, Pixar, Marvel, Ратови звезда, National Geographic, Hulu (само у САД) и Star (ван САД). Оригинални филмови и телевизијске серије такође су дистрибуирани за Disney+.
Disney+ се ослања на технологију коју је развио Disney Streaming Services, првобитно основан 2015. као BAMTech. Године 2017. Disney је постао већински власник овог предузећа, а власништво пренео на DTCI као део корпоративне реконструкције у ишчекивању куповине предузећа 21st Century Fox. Почетком 2018. године покренуо је ESPN+, а по истеку уговора о дистрибуцији путем стриминга коју је држао Netflix, Disney је искористио прилику да употреби технологије развијене за ESPN+ како би успоставио услугу стриминга која би имала свој садржај. Крајем 2017. године започела је продукција филмова и телевизијских серија.
Покренут је 12. новембра 2019. године у САД, Канади и Холандији, а наредне седмице проширио се на Аустралију, Нови Зеланд и Порторико. У марту 2020. године постао је доступан у одабраним европским земљама, као и у Индији у априлу исте године путем платформе Hotstar, која је преименована у Disney+ Hotstar. Од септембра 2020. године био је доступан у већини Европе, док се у новембру 2020. проширио на Латинску Америку. У мају 2022. године проширио се на Јужноафричку Републику, а у јуну 2022. и на земље Средњег истока и источне Европе, док се крајем године очекују и земље југоисточне Азије.
По покретању, наишао је на позитиван пријем првенствено због обима садржаја, али је критикован због техничких проблема и садржаја који недостаје. Измене у филмовима и телевизијским серијама такође су привукле пажњу медија. Десет милиона корисника претплатило се на Disney+ до краја првог дана рада. Имао је 127,8 милиона претплатника од 6. августа 2025. године.

## Историја
Крајем 2015, Disney је у Великој Британији покренуо стриминг услугу под називом DisneyLife како би тестирао тржиште стриминга. На крају је 24. марта 2020. заменио Disney+.
У августу 2016, Disney је аквизирао мањински удео у предузећу BAMTech (спин-офу стриминг технолошком послу предузећа MLB Advanced Media) за милијарду америчких долара, са опцијом да стекне већински удео у будућности. Након куповине, ESPN је објавио планове за „истраживачки [ОТТ] пројекат” базиран на његовој технологији (ESPN+) који ће заменити постојеће линеарне телевизијске услуге. Дана 8. августа 2017. године, Disney се позвао на своју опцију за стицање контролног удела у предузећу BAMTech за 1,58 милијарди америчких долара, повећавајући свој удео на 75%. Паралелно са аквизицијом, предузеће је такође најавило планове за другу, Disney-бренд услугу директно за потрошача, која се ослања на забавни садржај, а која ће бити покренута након што предузеће оконча постојећи уговор о дистрибуцији са стриминг услугом Netflix 2019. године. Недуго затим, Агнес Чу, извршна директорка за развој прича и франшиза у предузећу Walt Disney Imagineering, била је прва извршна директорка именована за ту јединицу, као виша потпредседница за садржај. Чу је водила два пројекта за покретање нове јединице. Прво је Disney требало да тачно провери који би садржај могао физички и правно бити доступан одмах путем стриминг услуге, што је подразумевало физички преглед целокупног садржаја у трезорима предузећа Disney који нису недавно подвргнути рестаурацији и преглед „повезива папира са законским уговорима” да би се идентификовале потенцијалне препреке. Друго, Чу се састала са представницима различитих одељења Disney-ја за продукцију садржаја како би започела мозгање који би пројекти били прикладни за издање на стриминг услузи, а не у биоскопима. Чу је касније отишала у августу 2020.
У децембру 2017. године,  је објавио своју намеру да преузме кључну забавну имовину 21st Century Fox-а. Намењено да ојача портфолио садржаја за своје стриминг производе, аквизиција је завршена 20. марта 2019.
У јануару 2018, објављено је да је бивши извршни директор Apple-а и Samsung-а, Кевин Свинт, именован за старијег потпредседника и генералног менаџера који извештава извршног директора BAMTech-а, Мајкла Пола, који води развој. У марту 2018. године, подела предузећа Disney највишег нивоа сегмента је реорганизована формирањем Disney Direct-to-Consumer and International, која је затим укључивала BAMTech, који садржи „сву технологију и производе окренуте потрошачима”. У јуну исте године, дугогодишњи шеф маркетинга студија предузећа Disney, Рики Штраус, именован је за председника садржаја и маркетинга, али је подносио извештај председнику Disney Direct-to-Consumer and International Кевину Мејеру. У јануару 2019. године, директор Fox Television Group COO Џо Ерли именован је за извршног потпредседника за маркетинг и пословање. У јуну 2019. Мет Бродли именован је за вишег потпредседника за међународни развој садржаја. У августу 2019. године, Лук Бредли-Џоунс ангажован је као виши потпредседник директног потрошача и генерални директор Disney+ за Европу и Африку.
Дана 8. новембра 2018. године, извршни директор Disney-ја, Боб Ајгер, најавио је да ће услуга добити назив Disney+ и да је предузеће циљало покретање крајем 2019. Наводно је планирано покретање за септембар, али 11. априла 2019. Disney је најавио да ће Disney+ бити покренут 12. новембра 2019. у Сједињеним Државама. Disney је изјавио да је планирао увођење ове услуге широм света током наредне две године, циљајући западну Европу и азијско-пацифичке земље до краја 2019. и почетком 2020. године, те Источну Европу и Латинску Америку током 2020. Времена међународних покретања подлежу стицање или истек постојећих уговора о правима на стримовање за садржај предузећа Disney. Дана 6. августа 2019. године, Ајгер је најавио да ће понудити стриминг пакет Disney+ ESPN+ и верзију стриминг услуге Hulu подржане огласима по цени од 12,99 америчких долара месечно, доступну при покретању. На сајму D23 Expo у августу 2019. године, Disney је отворио претплате на Disney+ по сниженој стопи током три године.
Дана 12. септембра 2019. у Холандији је постала доступна пробна верзија Disney+-а са доступним ограниченим садржајем. Ова фаза тестирања трајала је до службеног покретања 12. новембра, када су пробни корисници прешли на плаћени план.  је постао доступан за преднаруџбу у септембру у Сједињеним Државама, са седмодневним бесплатним пробним периодом по лансирању.
У октобру 2019. године,  је објавио три и по сата најаве на YouTube-у како би представио своју представу о покретању. Такође је објављено да ће Disney забранити оглашавање конкурентског Netflix-а на већини својих ТВ платформи, осим на ESPN-у.
Disney+ је покренут 12. новембра 2019. у поноћно пацифичко време у најављене почетне три земље за покретање. Услуге су имале неких проблема првог дана од пријављивања (око 33% проблема), приступа одређеном садржају (око 66%), постављања профила и листа праћења. Неки од проблема настали су због уређаја независних произвођача.
Дана 18. новембра 2019, истрага предузећа ZDNet открила је да су хиљаде корисничких налога хаковане коришћењем евидентирања притиском тастера или малверзацијом за крађу информација. Њихове адресе е-поште и лозинке су промењене, „ефективно преузимајући рачун и закључавајући претходног власника”, а њихови подаци за пријављивање стављени су у продају на тамној мрежи.
Дана 12. марта 2020, Ванеса Морисон, која је раније била председница Fox Family-ја и 20th Century Animation-а, именована је за председницу Walt Disney Studios Motion Picture Production-а и надгледаће развој и продукцију филмског садржаја Disney+-а од Walt Disney Studios-а за Disney Live Action и 20th Century Studios. Морисон подноси извештај директно председнику студија Walt Disney Pictures Шону Бејлију.
У октобру 2020, Disney је најавио реорганизацију њиховог медијског пословања са већим фокусом на стриминг. У будућности планирају да додају још садржаја за Disney+ и њихове друге стриминг платформе (као што је Hulu).
Дана 10. децембра 2020, Disney је објавио да након годину дана од покретања Disney+-а имају 86 милиона претплатника. Касније је објављено да је од 2. јануара 2021, платформа имала преко 94,9 милиона претплатника. У јануару исте године, Рики Штраус, који је водио напоре за прикупљање и маркетинг садржаја Disney+, напустио је The Walt Disney Company.
У марту 2021, Disney је објавио повећање цена стриминг услуге које ће се догодити 26. марта 2021. У другом кварталу 2021, Disney+ је додао 8,7 милиона претплатника.
У августу 2020, директор Disney-а, Боб Чапек, наговестио је да би се у будућности могло догодити могуће спајање Hulu-а и Disney+-а да би се створила свеобухватна стриминг услуга на Disney+-у. Он је напоменуо да би Disney могао на крају напустити свој стриминг пакет Disney+-а, Hulu-а и ESPN+-а. Ово је слично бренду Star на Disney+-у који је доступан на прекоморским тржиштима изван Сједињених Држава.

## Покретање
| Датум покретања     | Држава/територија                        |
| ------------------- | ---------------------------------------- |
| 12. новембар 2019.  | Канада                                   |
| 12. новембар 2019.  | Холандија                                |
| 12. новембар 2019.  | САД                                      |
| 19. новембар 2019.  | Аустралија                               |
| 19. новембар 2019.  | Нови Зеланд                              |
| 19. новембар 2019.  | Порторико                                |
| 24. март 2020.      | Аустрија                                 |
| 24. март 2020.      | Немачка                                  |
| 24. март 2020.      | Ирска                                    |
| 24. март 2020.      | Италија                                  |
| 24. март 2020.      | Шпанија                                  |
| 24. март 2020.      | Швајцарска                               |
| 24. март 2020.      | Уједињено Краљевство                     |
| 2. април 2020.      | Гернзи                                   |
| 2. април 2020.      | Острво Мен                               |
| 2. април 2020.      | Џерзи                                    |
| 3. април 2020.      | Индија                                   |
| 7. април 2020.      | Француска                                |
| 30. април 2020.     | Валис и Футуна                           |
| 30. април 2020.     | Монако                                   |
| 30. април 2020.     | Нова Каледонија                          |
| 30. април 2020.     | Француски Антили                         |
| 30. април 2020.     | Француска Гвајана                        |
| 11. јун 2020.       | Јапан                                    |
| 5. септембар 2020.  | Индонезија                               |
| 15. септембар 2020. | Белгија                                  |
| 15. септембар 2020. | Гренланд                                 |
| 15. септембар 2020. | Данска                                   |
| 15. септембар 2020. | Исланд                                   |
| 15. септембар 2020. | Луксембург                               |
| 15. септембар 2020. | Норвешка                                 |
| 15. септембар 2020. | Португал                                 |
| 15. септембар 2020. | Финска                                   |
| 15. септембар 2020. | Шведска                                  |
| 2. октобар 2020.    | Мајот                                    |
| 2. октобар 2020.    | Маурицијус                               |
| 2. октобар 2020.    | Реинион                                  |
| 17. новембар 2020.  | Ангвила                                  |
| 17. новембар 2020.  | Антигва и Барбуда                        |
| 17. новембар 2020.  | Аргентина                                |
| 17. новембар 2020.  | Аруба                                    |
| 17. новембар 2020.  | Барбадос                                 |
| 17. новембар 2020.  | Бахаме                                   |
| 17. новембар 2020.  | Боливија                                 |
| 17. новембар 2020.  | Бразил                                   |
| 17. новембар 2020.  | Британска Девичанска Острва              |
| 17. новембар 2020.  | Венецуела                                |
| 17. новембар 2020.  | Гвајана                                  |
| 17. новембар 2020.  | Гватемала                                |
| 17. новембар 2020.  | Гренада                                  |
| 17. новембар 2020.  | Доминика                                 |
| 17. новембар 2020.  | Еквадор                                  |
| 17. новембар 2020.  | Јамајка                                  |
| 17. новембар 2020.  | Кајманска Острва                         |
| 17. новембар 2020.  | Карипска Холандија                       |
| 17. новембар 2020.  | Колумбија                                |
| 17. новембар 2020.  | Костарика                                |
| 17. новембар 2020.  | Курасао                                  |
| 17. новембар 2020.  | Салвадор                                 |
| 17. новембар 2020.  | Мексико                                  |
| 17. новембар 2020.  | Монтсерат                                |
| 17. новембар 2020.  | Никарагва                                |
| 17. новембар 2020.  | Панама                                   |
| 17. новембар 2020.  | Парагвај                                 |
| 17. новембар 2020.  | Перу                                     |
| 17. новембар 2020.  | Света Луција                             |
| 17. новембар 2020.  | Сент Винсент и Гренадини                 |
| 17. новембар 2020.  | Сент Китс и Невис                        |
| 17. новембар 2020.  | Теркс и Кејкос                           |
| 17. новембар 2020.  | Тринидад и Тобаго                        |
| 17. новембар 2020.  | Уругвај                                  |
| 17. новембар 2020.  | Хаити                                    |
| 17. новембар 2020.  | Хондурас                                 |
| 17. новембар 2020.  | Чиле                                     |
| 23. фебруар 2021.   | Сингапур                                 |
| 1. јун 2021.        | Малезија                                 |
| 30. јун 2021.       | Тајланд                                  |
| 12. новембар 2021.  | Република Кина                           |
| 12. новембар 2021.  | Јужна Кореја                             |
| 16. новембар 2021.  | Хонгконг                                 |
| 18. мај 2022.       | Јужноафричка Република                   |
| 8. јун 2022.        | Алжир                                    |
| 8. јун 2022.        | Бахреин                                  |
| 8. јун 2022.        | Египат                                   |
| 8. јун 2022.        | Ирак                                     |
| 8. јун 2022.        | Јемен                                    |
| 8. јун 2022.        | Јордан                                   |
| 8. јун 2022.        | Катар                                    |
| 8. јун 2022.        | Кувајт                                   |
| 8. јун 2022.        | Либан                                    |
| 8. јун 2022.        | Либија                                   |
| 8. јун 2022.        | Мароко                                   |
| 8. јун 2022.        | Оман                                     |
| 8. јун 2022.        | Палестина                                |
| 8. јун 2022.        | Саудијска Арабија                        |
| 8. јун 2022.        | Тунис                                    |
| 8. јун 2022.        | Уједињени Арапски Емирати                |
| 14. јун 2022.       | Албанија                                 |
| 14. јун 2022.       | Андора                                   |
| 14. јун 2022.       | Босна и Херцеговина                      |
| 14. јун 2022.       | Британска територија Индијског океана    |
| 14. јун 2022.       | Бугарска                                 |
| 14. јун 2022.       | Ватикан                                  |
| 14. јун 2022.       | Гибралтар                                |
| 14. јун 2022.       | Грчка                                    |
| 14. јун 2022.       | Естонија                                 |
| 14. јун 2022.       | Косово                                   |
| 14. јун 2022.       | Летонија                                 |
| 14. јун 2022.       | Литванија                                |
| 14. јун 2022.       | Лихтенштајн                              |
| 14. јун 2022.       | Малта                                    |
| 14. јун 2022.       | Мађарска                                 |
| 14. јун 2022.       | Оландска Острва                          |
| 14. јун 2022.       | Острва Питкерн                           |
| 14. јун 2022.       | Пољска                                   |
| 14. јун 2022.       | Румунија                                 |
| 14. јун 2022.       | Сан Марино                               |
| 14. јун 2022.       | Свалбард и Јан Мајен                     |
| 14. јун 2022.       | Света Јелена, Асенсион и Тристан да Куња |
| 14. јун 2022.       | Свети Мартин (Холандија)                 |
| 14. јун 2022.       | Северна Македонија                       |
| 14. јун 2022.       | Сен Пјер и Микелон                       |
| 14. јун 2022.       | Словачка                                 |
| 14. јун 2022.       | Словенија                                |
| 14. јун 2022.       | Србија                                   |
| 14. јун 2022.       | Турска                                   |
| 14. јун 2022.       | Хрватска                                 |
| 14. јун 2022.       | Црна Гора                                |
| 14. јун 2022.       | Чешка                                    |
| 14. јун 2022.       | Фарска Острва                            |
| 14. јун 2022.       | Француске јужне и антарктичке земље      |
| 14. јун 2022.       | Француска Полинезија                     |
| 16. јун 2022.       | Израел                                   |
| 17. новембар 2022.  | Филипини                                 |
| 2023.               | Вијетнам                                 |